# 峰岸裕和
峰岸 裕和（みねぎし ひろかず、1955年 - ）は日本のストップモーション・アニメーターである。栃木県出身。
東京デザイナー学院アニメーション科を卒業後、岡本忠成が主宰するエコー社「南無一病息災｣(1973)の制作にアニメーター助手として参加。
その時期、岡本氏と親交の深かった川本喜八郎に師事。「道成寺」 (1976)、「火宅」(1978)、「蓮如とその母」(1981) などに携わる。
その後、活動の場を主にテレビコマーシャルに移し、数多くの作品を手掛ける。
1998年からはNHKキャラクター「どーもくん」のアニメーションを担当し、「こま撮りえいが　こまねこ」にもキーアニメーターとして参加。
2006年株式会社ドワーフ入社。